# Plana Alta
La Plana Alta es una comarca de la provincia de Castellón, en la Comunidad Valenciana, España. Comprende a un total de 17 municipios, en una extensión de 957,20 km² y con una población total de 270 715 habitantes.
La principal localidad y capital de la comarca es Castellón de la Plana, la cual además es la capital provincial.

## Geografía
Limita al norte con la comarca del Bajo Maestrazgo, al este con el mar Mediterráneo, al sur con la comarca de la Plana Baja y al oeste con las comarcas del Alto Maestrazgo y el Alcalatén. 
En la comarca se encuentra la sierra del Desierto de las Palmas y por el sur el río Mijares constituye la frontera natural con la Plana Baja. Aunque de tradición agrícola, es en la capital y los municipios circundantes donde se concentra la mayor parte de la industria comarcal y provincial.   

## Municipios
La Plana Alta comprende 16 municipios y ocupa una extensión de 938,40 km². Su población es de 270 715 habitantes (INE 2024) con una densidad de 288,48 hab/km²  .
| Municipio             | Población (2024) | Superficie | Densidad |
| --------------------- | ---------------- | ---------- | -------- |
| Castellón de la Plana | 180 379          | 108,80     | 1619,83  |
| Almazora              | 28 497           | 33,00      | 848,15   |
| Benicasim             | 20 322           | 36,10      | 552,65   |
| Oropesa del Mar       | 11 785           | 26,40      | 415,07   |
| Torreblanca           | 5674             | 29,80      | 188,92   |
| Borriol               | 5945             | 61,00      | 96,14    |
| San Juan de Moró      | 3644             | 29,10      | 120,82   |
| Cabanes               | 3313             | 131,60     | 24,48    |
| Vall d'Alba           | 3103             | 52,90      | 57,73    |
| Villafamés            | 1938             | 70,40      | 27,20    |
| Cuevas de Vinromá     | 1865             | 136,40     | 13,42    |
| Puebla-Tornesa        | 1325             | 25,80      | 50,73    |
| Benlloch              | 1115             | 43,50      | 25,47    |
| Sierra Engarcerán     | 1043             | 82,00      | 12,74    |
| Villanueva de Alcolea | 585              | 68,40      | 8,40     |
| Torre Endoménech      | 182              | 3,20       | 54,68    |
| Total                 | 270 715          | 938,40     | 288,48   |

## Lengua
Se encuentra situada en el ámbito lingüístico valenciano.

## Delimitaciones históricas
La comarca de la Plana Alta es de creación moderna, pues data del año 1989 y comprende parte de la antigua comarca de La Plana y de la antigua comarca de la Tenencia de Miravete. Estas antiguas comarcas aparecen en el mapa de comarcas de Emili Beüt "Comarques naturals del Regne de València" publicado en el año 1934.
Hasta el año 2023 perteneció a esta comarca el municipio de Sarratella ahora incorporado al Alto Maestrazgo.